# Яцков, Михаил Юрьевич
Михаил Юрьевич Яцков (укр. Михайло Юрійович Яцків; 5 октября 1873, Лесовка — 9 декабря 1961, Львов) — украинский писатель, член модернистской группировки «Молодая муза».

## Биография
Родился в селе Лесовка в крестьянской семье.
Окончил начальную школу в Лисеце, в сентябре 1886 года поступил в Станиславскую высшую гимназию. В 1891—1896 годах учился в Бережанской гимназии, откуда его исключили за участие в молодёжном кружке.
Начал свою творческую деятельность в 1900 сборником прозаических миниатюр «В царстве сатаны: иронически-сантиментальные картины», навеянные влияниями западных модернистов, в частности Шарля Бодлера и Эдгара По, их увлечением «тёмными» страницами бытия. В манере Яцкова эти мотивы появляются в форме натуралистических картин, которыми он пытался шокировать, жестокостью изображения вызвать катарсис у читателя.
Также были опубликованы сборник миниатюр и рассказов («Сказка о кольцо», 1907; «Чёрные крылья», 1909; «Adagio Consolante», 1912), повесть «Огни горят» (1902), «Молнии» (1913) и роман «Танец теней» (1916—1917). Его более длинные прозаические произведения сильно отличаются от его миниатюр, в частности это касается претенциозных «Молний» и почти публицистического «Танца теней», в котором Яцков большое внимание посвятил выявлению своего недовольства бюрократическим миром и сообществом, в окружении которого находился, работая в страховой компании «Днестр», чем художественной форме.
В 1921 году Яцков был редактором газеты «Родной край», а после 1940 года работал во Львовской библиотеке АН УССР. В последние годы жизни Яцков опубликовал такие свои произведения как: «Молодое вино гронится» (1958), «Новелле» (1959) и воспоминания о И. Франко, В. Стефанике (1946). Из записей Яцкова были изданы «Народные песни» (1983).
Похоронен во Львове на Лычаковском кладбище.

## Награды
- Кавалер рыцарского креста ордена Возрождения Польши (9 ноября 1931)[2][3]

## Память
В 1991 году в честь Михаила Яцкова была названа улица во Львове.